# 갯바람
《갯바람》은 1984년 4월 7일에 방영된 TV문학관이다.

## 출연
- 이신재
- 남윤정
- 이치우
- 김하림
- 유병한
- 하대경
- 박용식
- 김을동
- 박현정
- 봉혜선
- 방숙례
- 이제신
- 황범식
- 이병철
- 백찬기
- 안광진
- 한현배
- 한경수
- 김명희
- 홍미선
- 조인표